# Bujović
Bujović je ugledna hrvatska pomoračka obitelj iz Perasta, iz bratstva Stojšića. Andrija Balović u rukopisu Annali di Pirusto piše da su Bujovići starinom iz Bjelopavlića. Istakli su se pomorskom trgovinom, što je bilo uobičajeno kod Peraštana, a dali su i gradske kapetane i brodovlasnike. Istakli su se ratovanjem protiv gusara i Osmanlija. 
Obitelj je opjevao Andrija Kačić Miošić.
Mletačke su vlasti Vicku i Ivanu Bujoviću 1691. dale posjed kod Risna, a već prije imali su posjed u Stolivu. Poslije su imali posjed Kumbor. Obiteljsku palaču u Perastu projektirao je mletački graditelj Giovanni Battista Fonta. Petar Vickov bio je 1637. kapetan peraške općine.
Conte Vicko Bujović bio je istaknuti ratnik i pisac, a ratnim podvizima istaknuo se i njegov brat Ivan. 1704. je Vicko dobio kneževski naslov, a sinovima Ivanu, Krstu i Stjepanu naslov je potvrđen 1731. godine. Vickova supruga Jela Bujović hrvatska je pjesnikinja. Sin Stjepan istaknuo se kao suorganizator i sudionik otmice zbog koje su ga poslije Mlečani oštro kaznili jer je to ugrožavalo njihove odnose s Turcima. Otmicom se vratilo Garofaliju, ženu Peraštanina Krila Cvjetkovića (nakon njegove pogibije) i njezine pratnje iz zatvora skadarskog paše Čauševića, što je opjevano je u narodnoj pjesmi Pjesma od kursara Grila. Istaknuti predstavnici Bujovića bili su još i gospodarski i znanstveni pisac i političar i matematičar Ivan Bujović te akademik Accademia di Padova Jerolim.
Ivan Vicko Bujović 1827. dobio je austrijsku potvrdu plemstva, a 1830. potvrdu naslova "conte veneto". Pretpostavlja se da je posljednji knez Bujović živio u Parizu i gdje je bio zatvoren u tamnici Clichyju jer nije mogao platiti dugove.
Grb bratstva Stojšićâ, kojima su pripadali Bujovići, istodobno je bio grb obitelji Bujović.
Baka sv. Leopolda Bogdana Mandića Eleonora je iz obitelji Bujović.